# 庾文翰
庾文翰（英語：Yu Man Hon，1985年1月2日—）是一名在2000年8月24日起失蹤的香港智障青年男子。目前是香港警務處失蹤人士名單中最早失蹤而仍未尋回的一人。由於失蹤過程涉及政府部門疏忽，以及有人能在沒有任何證件的情況下越過邊境海關而引起了當時香港社會極大關注。至2010年，有消息稱庾文翰已於2000年8月25至30日期間在廣東肇慶一帶被火化，但未能確實真偽。

## 特徵
15歲的庾文翰患有孤獨症、讀寫障礙、中度智障（智商約為1至2歲）以及過度活躍症，並不能與其他人溝通。在失蹤時身高5英尺6英寸（168）。

## 失蹤經過

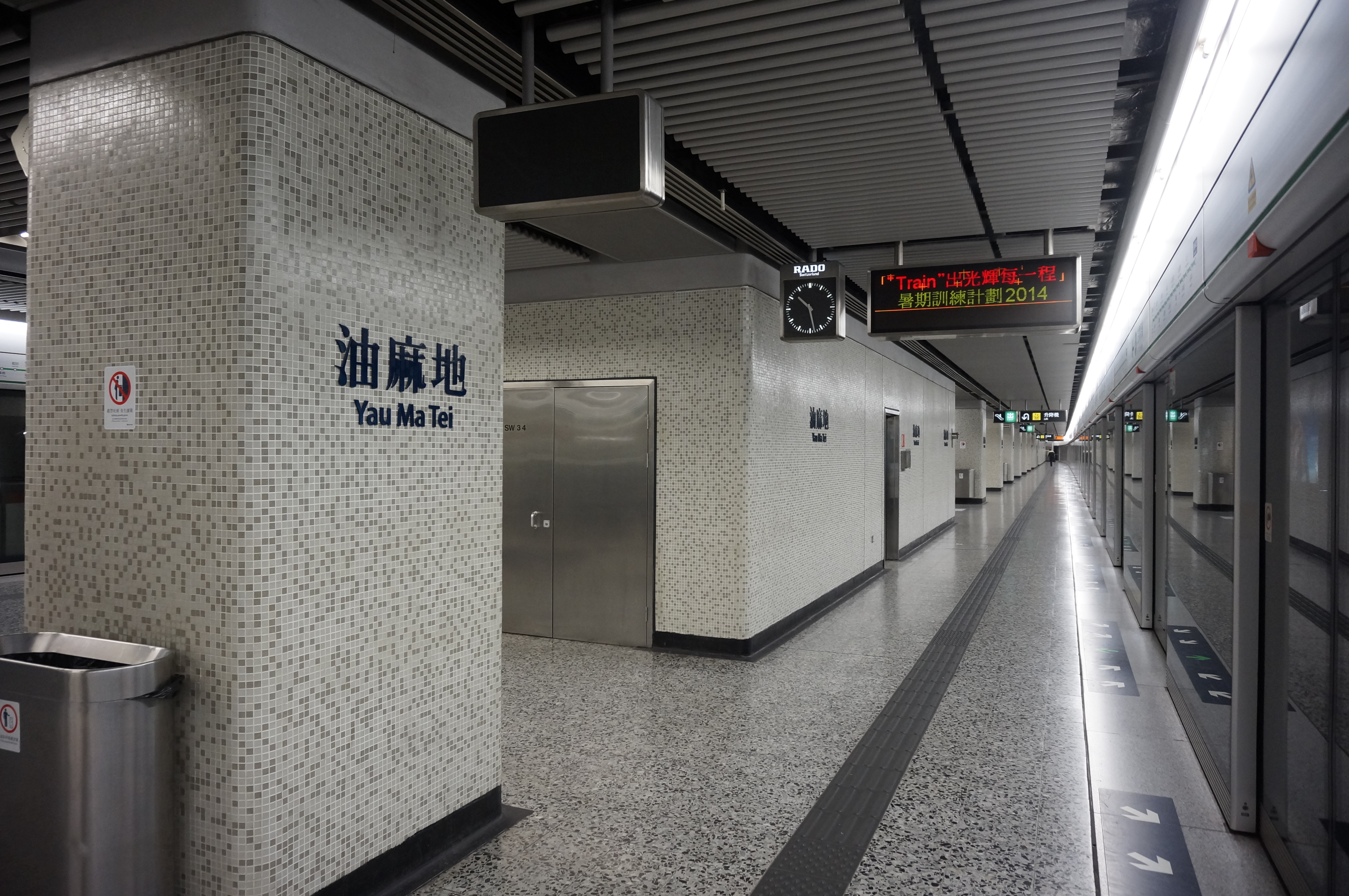
油麻地站觀塘線月台，為當時庾文翰失蹤的位置

2000年8月24日上午11時，庾文翰與其母黎慧玲在九龍油麻地站乘坐地鐵返回位於樂富住所，在觀塘線月台登車時庾突然跳出車廂並逃離母親。黎慧玲隨即向警方報案庾文翰失蹤。當天下午1時29分，身上並無身份證及回鄉證的庾文翰被發現已越過海關，並身處羅湖邊境管制站。當時香港入境事務處職員以沒有任何身份證明文件為理由，把庾文翰當作內地兒童送往深圳羅湖口岸，其後下落不明，不知所終。8月29日，中港兩地部門聯手搜索庾文翰，惟音信全無。
同年12月21日，庾文翰父母入稟香港高等法院控告入境事務處，香港警務處和香港海關疏忽，其後於2003年，庾文翰父母與特區政府達成庭外和解，庾文翰父母獲特區政府賠償港幣二百萬元。翌年，香港公務員事務局紀律委員會裁定涉嫌失職的三名入境處職員指控不成立，無須接受處分。
自2000年失蹤後，庾家一直千方百計尋找庾文翰下落，包括製作印有庾文翰樣貌和資料的撲克牌、張貼街招、於尋人網站登廣告等，亦有香港富豪以「無名氏」的名義懸紅一百萬助尋庾文翰，但無一成功。廣東多個地區都曾有消息指庾在當地出現，甚至有傳他流落廣西一帶，惟多年來只收到大量詐騙虛報的消息，黎慧玲因而曾被騙去三、四十萬元。至2010年初，黎慧玲更收到消息稱庾文翰在失蹤數日後就被人發現在廣東肇慶一帶，其屍首已遭火化，但這些消息大部分都不能確定真偽。
另外，由於庾文翰報稱失蹤至2007年8月24日為時已屆7年，無論有否證據顯示其生死，庾文翰的父母都可以為他申請死亡證並視為「法定死亡」。但其父母否認庾文翰已「死亡」且無意申請死亡證。

## 各方反應

### 香港特別行政區政府
- 香港特別行政區政府在得悉庾文翰被入境處的職員送往內地後，向中國大陸當局聯絡。
- 因為是次事件涉及有關人員疏忽，政府作出調查並設法改善，避免同類事件發生[10]。

### 香港市民
- 因為庾文翰是在羅湖被邊境的工作人員送往內地後失蹤，香港市民對入境處對可疑人士的處理手法有所懷疑。

## 外部連結
- 香港警務處 - 失蹤人士庾文翰資料 （页面存档备份，存于）
- 公務員事務局就庾文翰事件進行紀律聆訊事發表聲明 （页面存档备份，存于）
- 專題報道：庾文翰失蹤近十年 (2010年5月9日) （页面存档备份，存于）